# Conophyma reinigi
Conophyma reinigi is een rechtvleugelig insect uit de familie Dericorythidae. De wetenschappelijke naam van deze soort is voor het eerst geldig gepubliceerd in 1930 door Ramme.